# (85633) 1998 KR65
1998 كي أر 65 (ويعرف أيضًا باسم (85633) 1998 كي أر 65 وفق تسمية الكوكب الصغير) (بالإنجليزية: 1998 KR65)‏ هو كويكب ضمن حزام الكويكبات؛ وترتيبه 85633 من حيث الاكتشاف.
اكتُشف هذا الجُرم الفلكي بواسطة آدم بلوك ‏ في 29 مايو 1998.

## وصلات خارجية
- (85633) 1998 KR65 في قاعدة بيانات مختبر الدفع النفاث لأجرام النظام الشمسي الصغيرة

- الاكتشاف · مخطط المدار ·  العناصر المدارية · المعلمات المادية

- (85633) 1998 KR65 على موقع ويكي سكاي: DSS2, SDSS, GALEX, IRAS, Hydrogen α, X-Ray, Astrophoto, Sky Map, Articles and images